# رئيس بلغاريا
رئيس جمهورية بلغاريا (Prezident na Republika Bŭlgariya) هو رئيس الدولة في بلغاريا والقائد الأعلى للجيش البلغاري. المقر الرسمي للرئيس هو مقر بويانا في صوفيا. بعد انتهاء الجولة الثانية من التصويت، تم انتخاب المرشح رومين راديف رئيسًا لبلغاريا في 13 نوفمبر 2016.
في بلغاريا، دور الرئيس هو في المقام الأول دور رمزي، حيث تتمثل وظيفته الرئيسية في أن يكون "الوسيط" في النزاعات بين مؤسسات بلغاريا المختلفة. لا يعتبر الرئيس رئيس الحكومة أو جزءًا من السلطة التنفيذية للدولة. ومع ذلك، في حالة عدم وجود رئيس وزراء، يكون الرئيس مسؤولًا عن تعيين حكومة مؤقتة، مما يمنحه نفوذًا كبيرًا على الحكومة خلال هذه الفترات (زيلو زيليف في 1994-1995؛ بيتار ستويانوف في 1997؛ روزن بلفنلييف في 2013 و2014؛ ورومين راديف في 2017 و2021 ومنذ 2022). في بعض الأحيان، قام الرئيس بتعيين رئيس الوزراء أيضًا. يتم انتخاب الرئيس لفترة ولاية مدتها خمس سنوات ويقتصر على فترتين، حتى لو لم تكونا متتاليتين. بعد أن يخدم الفرد فترتين كرئيس، يُمنع هذا الفرد إلى الأبد من الترشح للرئاسة مرة أخرى وفقًا للقواعد المنصوص عليها في دستور بلغاريا. يخاطب الرئيس الأمة على التلفزيون الوطني سنويًا في ليلة رأس السنة الميلادية، قبل بداية العام الجديد بلحظات.

### الانتخابات

#### الأهلية للانتخاب
لكي يكون المواطن البلغاري مؤهلاً للترشح لمنصب رئيس بلغاريا، يجب أن يستوفي الشروط التالية:
- أن يكون مواطنًا بلغاريًا بالميلاد.
- أن يكون عمره 40 عامًا على الأقل.
- أن يكون قد عاش في بلغاريا لمدة خمس سنوات قبل الترشح.
- أن يستوفي جميع الشروط المطلوبة للانتخاب كممثل في الجمعية الوطنية البلغارية.

#### نظام الانتخاب
يتم انتخاب الرئيس مباشرة من قبل الشعب البلغاري في انتخابات جولتين أغلبية. إذا تمكن مرشح من الحصول على أكثر من 50% من الأصوات وكانت نسبة المشاركة في التصويت 50% على الأقل في الجولة الأولى، يتم انتخاب هذا المرشح. إذا لم يتمكن أي مرشح من الحصول على أكثر من 50% من الأصوات أو كانت نسبة المشاركة أقل من 50% في الجولة الأولى، يتنافس المرشحان الحاصلان على أعلى الأصوات في جولة ثانية مع نظام الفوز للأكثر أصواتًا، ويُعتبر المرشح الذي يحصل على أكبر عدد من الأصوات منتخبًا.

### القيود
يمنع الرئيس من أن يكون عضوًا في الجمعية الوطنية، أو أن يتولى أي مناصب حكومية أو عامة أو خاصة أخرى طوال فترة ولايته. كما يحظر الدستور على الرئيس أن يكون في منصب قيادي في حزب سياسي أثناء توليه المنصب. في الممارسة العملية، على الرغم من أن معظم المرشحين للرئاسة يتم انتخابهم من قائمة حزب سياسي وعلى الرغم من أن الدستور لا يمنع الرئيس من أن يكون عضوًا عاديًا في حزب سياسي، فإن المجتمع البلغاري يتوقع على نطاق واسع أن يكون الرئيس فوق السياسة. لهذا السبب، يُتوقع من الرئيس المنتخب التخلي عن أي عضوية في حزب سياسي.

### الصلاحيات والامتيازات
يتمتع رئيس بلغاريا بعدد من الوظائف والصلاحيات التي يتم تنظيمها في الفصل الرابع من دستور عام 1991 لدستور بلغاريا. يتم انتخاب الرئيس مباشرة من خلال تصويت شعبي لفترة ولاية مدتها خمس سنوات قابلة للتجديد.

#### صلاحيات الرئيس
تتضمن الصلاحيات التالية لرئيس بلغاريا:
- القدرة على منح أو استعادة أو سحب[ب] الجنسية البلغارية، وكذلك وضع اللاجئ.
- تعيين وإقالة كبار المسؤولين الحكوميين.
- ممارسة حق العفو عن المجرمين المدانين، وكذلك إسقاط الديون "غير القابلة للتحصيل" المستحقة للحكومة.
- تغيير أسماء القرى والمدن والبلدات، وكذلك الأهداف ذات الأهمية الوطنية.
- العمل كقائد أعلى للقوات المسلحة البلغارية.
- تمثيل بلغاريا في الداخل والخارج.
- تحديد موعد الانتخابات الوطنية والمحلية ضمن الفترات المحددة قانونًا.
- استخدام حق النقض (الفيتو) ضد أي مشروع قانون قادم من الجمعية الوطنية عن طريق رفض التوقيع عليه بعد إقراره في الجمعية.[ج]
- إعلان الحرب أو الحكم العرفي أو أي حالة طوارئ أخرى (يتم ذلك بمساعدة المجلس الاستشاري للأمن القومي).
- منح وتوزيع الأوسمة والنياشين والميداليات البلغارية.

#### الحصانة
يتمتع الرئيس بحصانة قانونية كاملة خلال فترة ولايته ولا يتحمل مسؤولية أي فعل قام به أثناء أداء واجباته، باستثناء الخيانة العظمى أو انتهاك الدستور البلغاري. لا يمكن تجريده من سلطته إلا عبر العزل ولا يمكن إزالته من قبل أي مؤسسة أخرى. لا يمكن احتجاز الرئيس ولا يمكن ملاحقته قضائيًا.

### قائمة الرؤساء
| الرقم | الصورة | الاسم (الميلاد–الوفاة) | الفترة                        | الحزب | الحزب                                       | الأحزاب الداعمة           | الانتخابات | نائب الرئيس                                                        |
| ----- | ------ | ---------------------- | ----------------------------- | ----- | ------------------------------------------- | ------------------------- | ---------- | ------------------------------------------------------------------ |
| 1     |        | زيلو زيليف (1935–2015) | 1 أغسطس 1990 – 22 يناير 1997  |       | SDS                                         | DPS                       | 1990 1992  | أتاناس سيميرجيف بلاغا ديميتروفا شاغر: 6 يوليو 1993 – 22 يناير 1997 |
| 2     |        | بيتور ستويانوف (1952–) | 22 يناير 1997 – 22 يناير 2002 |       | ODS                                         | DPS                       | 1996       | تودور كافالدجيف                                                    |
| 3     |        | جورجي بورفانوف (1957–) | 22 يناير 2002 – 22 يناير 2012 |       | BSP                                         | DPS NDSV                  | 2001 2006  | أنجيل مارين                                                        |
| 4     |        | روزن بلفنلييف (1964–)  | 22 يناير 2012 – 22 يناير 2017 |       | مواطنون من أجل التنمية الأوروبية في بلغاريا | -                         | 2011       | مارغاريتا بوبوفا                                                   |
| 5     |        | رومين راديف (1963–)    | 22 يناير 2017 – شاغل المنصب   |       | مستقل                                       | BSP DPS BSP ITN IBG-NI PP | 2016 2021  | إليانا يوتوفا                                                      |

### نائب الرئيس
يساعد الرئيس في أداء هذه المهام نائب رئيس بلغاريا. يحل نائب الرئيس محل الرئيس في حالة غيابه. فقط في حالة الوفاة أو الاستقالة أو العزل من المنصب أو العجز، يتولى نائب الرئيس صلاحيات وواجبات الرئيس حتى يتم إجراء الانتخابات. يسمح الدستور للرئيس بتفويض نائب الرئيس صلاحيات تعيين وإقالة بعض المسؤولين، وإصدار العفو والعفو العام، ومنح الجنسية ووضع اللاجئ، ولكن لا يسمح للرئيس بتفويض أي من صلاحياته الأخرى. يتمتع نائب الرئيس بنفس امتيازات الحصانة مثل الرئيس ولا يمكن إقالته من منصبه إلا بموجب نفس الإجراءات المتعلقة بالرئيس.

### إنهاء المنصب
وفقًا للدستور، تنتهي ولاية الرئيس في الحالات التالية:
- انتهاء فترة الولاية الرئاسية.
- استقالة الرئيس أمام المحكمة الدستورية.
- عجز الرئيس بشكل دائم عن أداء واجباته بسبب مرض خطير.
- وفاة الرئيس أثناء توليه المنصب.
- عزل الرئيس.

#### العزل
يمكن أن يبدأ العزل فقط إذا ارتكب الرئيس خيانة عظمى أو انتهك الدستور البلغاري. يبدأ العزل بعد أن يقوم ربع أعضاء الجمعية الوطنية على الأقل بإيداع لائحة اتهام أمام الجمعية. يجب بعد ذلك الموافقة على اللائحة بأغلبية ثلثي جميع الممثلين المنتخبين حتى يتم قبولها. إذا تم قبولها، يتم إحالة القضية إلى المحكمة الدستورية البلغارية، والتي يجب أن تقرر في غضون شهر واحد ما إذا كان الرئيس مذنبًا بالجريمة التي اتهمته بها الجمعية. إذا وجدت المحكمة الدستورية أن الرئيس قد ارتكب خيانة عظمى أو انتهك الدستور، وفقًا للائحة الاتهام، فإن الرئيس يعتبر معزولًا بنجاح

## انظر أيضًا

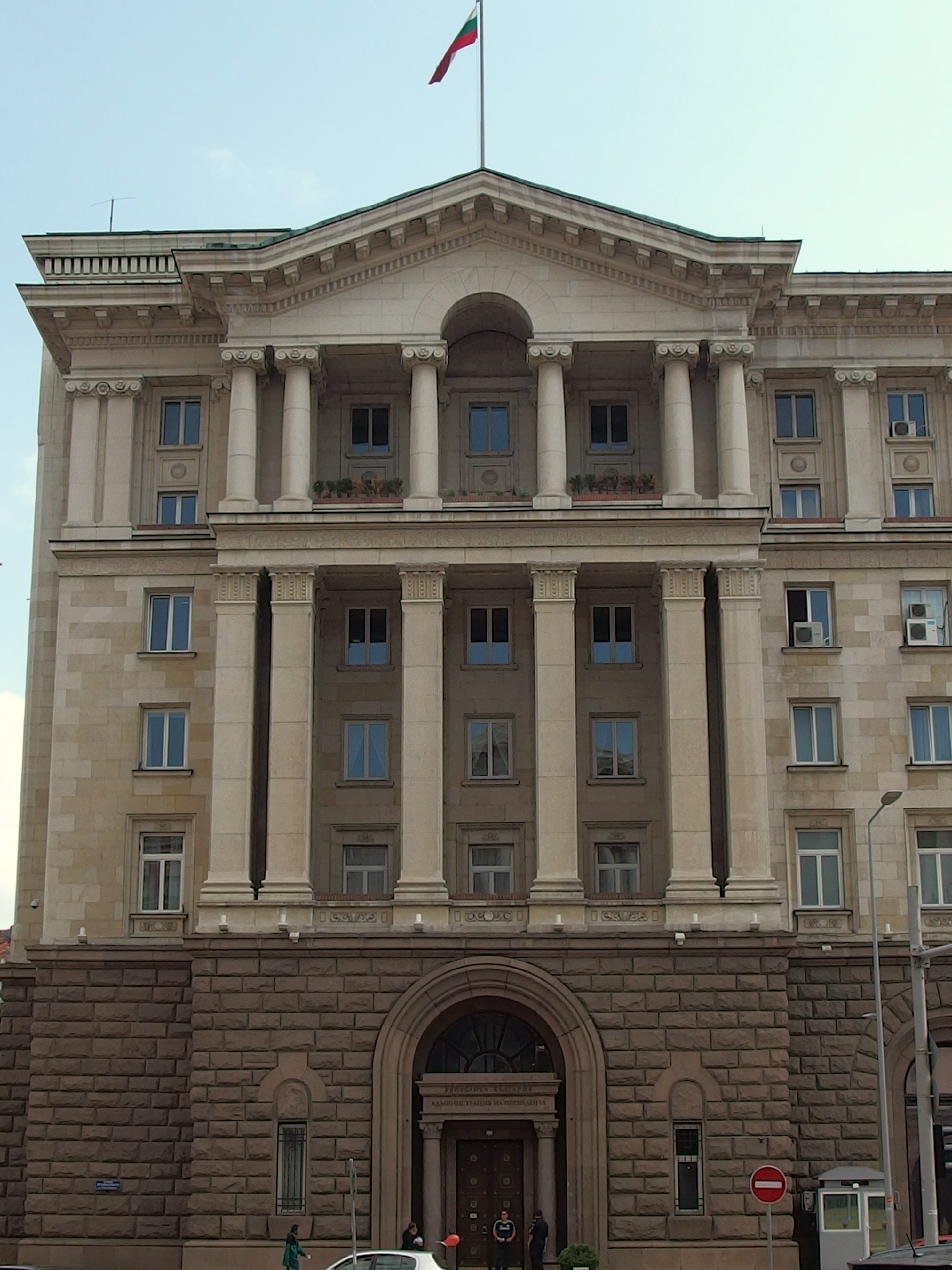
مكتب الرئيس البلغاري

## خط خلافة الرئاسة البلغارية
- 1. نائب رئيس بلغاريا
- 2. رئيس الجمعية الوطنية
- 3.رئيس وزراء بلغاريا

## روابط خارجية
- رئيس جمهورية بلغاريا